# Robinson (programma televisivo)
Robinson  è un programma televisivo andato in onda dal 9 marzo al 25 maggio 2012, in prima serata su Rai 3, ideato e condotto da Luisella Costamagna.

## La trasmissione
È un programma d'informazione e di approfondimento incentrato sull'attualità ed il costume. Si raccontano i fatti che hanno suscitato maggior interesse nel corso della settimana. Spazio è dedicato anche alla satira con le incursioni di Antonio Cornacchione.
Gli autori sono Luisella Costamagna, Alberto Di Risio, Fernando Masullo, Luca Marcenaro, Anna Pagliaro, Andrea Pennacchioli e Flavio Soriga.
Produttore esecutivo del programma è Eleonora De Angelis.
Nel corso della trasmissione ci sono collegamenti in diretta con i "luoghi di ritrovo collettivo". Questi gruppi di ascolto sono coordinati da Flavio Soriga. C'è, inoltre, una collaborazione con Blob e Spinoza.

## Curiosità
Il nome del programma è tratto dall'isola di Robinson Crusoe. Costamagna ha spiegato le ragioni di questa scelta:"È una metafora dei tempi in cui viviamo dato che se è vero che l'isola di Robinson Crusoe era ricca di piante e frutti, ma pure lui fece una gran fatica per sopravvivere".
Dopo la prima puntata del programma, molto scalpore ha suscitato l'intervista di Luisella Costamagna all'ex ministro Mara Carfagna, con diverse critiche, ma anche apprezzamenti, per il modo in cui è stata condotta l'intervista dalla Costamagna.

## Ascolti
Il programma, per esplicita affermazione del direttore di rete Di Bella, aveva l'obiettivo di superare lo share del 2-4%, ossia il risultato dei film e telefilm programmati dalla rete il venerdì sera nei mesi precedenti. Risultato pienamente raggiunto e superato..
| Puntata | Data           | Telespettatori | Share |
| ------- | -------------- | -------------- | ----- |
| 1       | 9 marzo 2012   | 967.000        | 3,69% |
| 2       | 16 marzo 2012  | 930.000        | 3,61% |
| 3       | 23 marzo 2012  | 1.060.000      | 4,13% |
| 4       | 30 marzo 2012  | 1.197.000      | 4,78% |
| 5       | 6 aprile 2012  | 1.260.000      | 5,43% |
| 6       | 13 aprile 2012 | 1.149.000      | 4,30% |
| 7       | 20 aprile 2012 | 1.506.000      | 5,75% |
| 8       | 27 aprile 2012 | 1.294.000      | 5,09% |
| 9       | 4 maggio 2012  | 1.107.000      | 4,36% |
| 10      | 11 maggio 2012 | 1.303.000      | 5,37% |
| 11      | 18 maggio 2012 | 1.310.000      | 5,32% |
| 12      | 25 maggio 2012 | 1.261.000      | 5,32% |